# Historica Olomucensia
„Historica Olomucensia, Sborník prací historických” – czeskie recenzowane czasopismo naukowe wydawane od 2009. Nawiązuje do wydawanego od 1960 r. tytułu „Acta Universitatis Palackianae Olomucensis - Historica, Sborník prací historických”.
Od kwietnia 2015 czasopismo ujęte jest na liście ERIH PLUS (European Reference Index for the Humanities and the Social Sciences). Od 2009 wydawane są co najmniej 2 numery czasopisma rocznie. Redaktor czasopisma jest Ivana Koucká, wydawcą Uniwersytet Palackiego.